# Jhon Vásquez
Jhon Freduar Vásquez Anaya (Cartagena; 12 de febrero de 1995) es un futbolista colombiano. Juega como delantero y su equipo es el Atlético Bucaramanga de la Primera A de Colombia.

## Trayectoria

### Barranquilla FC
Es un jugador formado en el Barranquilla FC debutó en la primera B el 2 de junio del 2012, gracias a sus excelentes actuaciones fue promovido al Atlético Junior. Con el equipo filial disputó 61 partidos y anotó 6 goles.

### Atlético Junior
Es promovido al plantel profesional del conjunto tiburón en dónde logra anotar 2 goles y disputó 18 partidos, y en dónde logra salir campeón de la Copa Colombia 2015 para que ganará minutos es cedido al Cúcuta Deportivo en el 2018, equipo de la Categoría Primera B del fútbol profesional colombiano.

### Cúcuta Deportivo
El Cúcuta Deportivo lo contrata en condición de préstamo por una temporada para disputar el torneo de ascenso 2018 del cual sale campeón y logran ascender a la categoría primera A de la primera división del fútbol profesional colombiano. Con el club motilón disputó 30 partidos y logró anotar 6 goles.

### Real Cartagena
Después de quedar campeón con el Cúcuta Deportivo nuevamente se le notifica desde el club dueño de su pase el atlético junior  que sale cedido esta vez a Real Cartagena para que gane experiencia y minutos de juego.

### Alianza Petrolera
Después de dar por terminada la cesión en el Real Cartagena es nuevamente cedido pero esta vez al Alianza Petrolera, equipo el cual le anota al Deportivo Cali en el año 2019. Posteriormente los dos años que estuvo con el club disputó 63 partidos y anotó 17 goles.

### Deportivo Cali
Después de dar por terminada la cesión en Alianza Petrolera regresa al Junior de Barranquilla para rescindir contrato y quedar como agente libre. Para el año 2020 es contratado por el Deportivo Cali a órdenes del técnico Alfredo Arias Sánchez en dónde se gana la titularidad por una temporada con opción de extender dos más, en dónde logra anotar en liga 5 goles y 2 en Copa Betplay.

#### 2021
Sigue siendo titular a pesar de la destitución del técnico Alfredo Arias Sánchez y la llegada de Rafael Dudamel en septiembre, en dónde convierte una serie de goles y asistencias tanto en el Torneo Apertura como en el Torneo Finalización del cual sale campeón enfrentando a Deportes Tolima sentenciando el partido con un gol así poniendo el marcador 2-1 logrando así la décima estrella para el Deportivo Cali.

#### 2022
Tras salir campeón, en enero del 2022 se presentaron diversos rumores de su posible salida del Deportivo Cali hacia Arabia Saudita, pero al final no se concretó el fichaje y el 10 de enero renueva su contrato con el Deportivo Cali hasta diciembre del presente año. Sumando sus estadísticas con el club azucarero de los 3 años que estuvo en el Club disputó alrededor de 130 partidos y  anotó 18 goles divididos en torneos nacionales e internacionales.

### Ceará Sporting Club
A finales de junio se especuló su posible cesión al club brasileño Ceará Sporting Club, negociaciones que llegaron a buen puerto para así el 1 de julio ser fichado por el club brasileño en condición de préstamo hasta diciembre del 2023, siendo esta su primera experiencia internacional.
Debuta el 24 de julio con el Vozão por el campeonato brasileño contra el Esporte Clube Juventude, ingresando en el segundo tiempo.

### Deportivo Cali (2.ª Etapa)
El  19 de diciembre del 2022 el Deportivo Cali da a conocer el regreso de Jhon al equipo siendo esta su segunda etapa en el club llega después de haber tenido una mala experiencia de seis meses  en el fútbol brasileño en dónde disputó 13 partidos, que lo llevó a romper el contrato de la cesión con el equipo brasileño.
Anotó su primer gol en su tercera etapa con el deportivo Cali el 26 de marzo del 2023 en el Clásico Vallecaucano sentenciando el empate.
Vuelve anotar el 29 de marzo del 2023 en el partido de vuelta frente al Itagüí Leones por la fase 2 de la Copa Colombia 2023 sentenciando la victoria a favor del azucarero por 2-0.
Anota en  la victoria de ida a favor de los azucareros el 5 de abril del 2023 frente al Jaguares Fútbol Club por la fase 3 de la Copa Colombia 2023 gracias a un estupendo pase del centrocampista Daniel Mantilla.
El 29 de diciembre del 2023 el Deportivo Cali oficializa mediante un comunicado que se llegó a un acuerdo para finalizar el contrato de Jhon con el club quedando como Agente Libre.

### Independiente Medellín
En el mismo mes de diciembre del 2023 llegó a un acuerdo con el Independiente Medellín para su vinculación para el 2024, el bolivarense se presentó a dicho club el 2 de enero del 2024 para presentar exámenes médicos, y posteriormente, firmar contrato con el DIM. Su fichaje por el cuadro azul y rojo se oficializó el 4 de enero del 2024.

## Clubes
| Club                 | País     | Año           |
| -------------------- | -------- | ------------- |
| Barranquilla F. C.   | Colombia | 2012          |
| Junior               | Colombia | 2013          |
| Barranquilla F. C.   | Colombia | 2013-2015     |
| Junior               | Colombia | 2015-2016     |
| Alianza Petrolera    | Colombia | 2016          |
| Real Cartagena       | Colombia | 2017          |
| Cúcuta Deportivo     | Colombia | 2018          |
| Alianza Petrolera    | Colombia | 2019          |
| Deportivo Cali       | Colombia | 2020-2022     |
| Ceará S. C.          | Brasil   | 2022-2023     |
| Deportivo Cali       | Colombia | 2023          |
| Atlético Bucaramanga | Colombia | 2025-presente |

## Estadísticas
| Club                          | Div.                | Temporada           | Liga  | Liga  | Copas | Copas | Internacional | Internacional | Total | Total |
| Club                          | Div.                | Temporada           | Part. | Goles | Part. | Goles | Part.         | Goles         | Part. | Goles |
| ----------------------------- | ------------------- | ------------------- | ----- | ----- | ----- | ----- | ------------- | ------------- | ----- | ----- |
| Barranquilla F. C. · Colombia | 2.ª                 | 2012                | 1     | 1     | 1     | 0     | -             | -             | 2     | 1     |
| Barranquilla F. C. · Colombia | 2.ª                 | 2013                | 7     | 0     | 0     | 0     | -             | -             | 7     | 0     |
| Barranquilla F. C. · Colombia | 2.ª                 | 2014                | 29    | 3     | 7     | 0     | -             | -             | 36    | 3     |
| Barranquilla F. C. · Colombia | 2.ª                 | 2015                | 13    | 1     | 3     | 1     | -             | -             | 16    | 2     |
| Barranquilla F. C. · Colombia | Total               | Total               | 50    | 5     | 11    | 1     | 0             | 0             | 61    | 6     |
| Junior · Colombia             | 1.ª                 | 2013                | 0     | 0     | 7     | 1     | -             | -             | 7     | 1     |
| Junior · Colombia             | 1.ª                 | 2015                | 5     | 1     | 1     | 0     | 2             | 0             | 8     | 1     |
| Junior · Colombia             | 1.ª                 | 2016                | 3     | 0     | 0     | 0     | -             | -             | 3     | 0     |
| Junior · Colombia             | Total               | Total               | 8     | 1     | 8     | 1     | 2             | 0             | 18    | 2     |
| Alianza Petrolera · Colombia  | 1.ª                 | 2016                | 19    | 3     | 0     | 0     | -             | -             | 19    | 3     |
| Alianza Petrolera · Colombia  | 1.ª                 | 2019                | 40    | 13    | 4     | 1     | -             | -             | 44    | 14    |
| Alianza Petrolera · Colombia  | Total               | Total               | 69    | 16    | 4     | 1     | 0             | 0             | 63    | 17    |
| Real Cartagena · Colombia     | 2.ª                 | 2017                | 33    | 7     | 2     | 1     | -             | -             | 35    | 8     |
| Real Cartagena · Colombia     | Total               | Total               | 33    | 7     | 2     | 1     | 0             | 0             | 35    | 8     |
| Cúcuta Deportivo · Colombia   | 2.ª                 | 2018                | 28    | 6     | 2     | 0     | -             | -             | 30    | 6     |
| Cúcuta Deportivo · Colombia   | Total               | Total               | 28    | 6     | 2     | 0     | 0             | 0             | 30    | 6     |
| Deportivo Cali · Colombia     | 1.ª                 | 2020                | 20    | 5     | -     | -     | 3             | 1             | 23    | 6     |
| Deportivo Cali · Colombia     | 1.ª                 | 2021                | 41    | 4     | 6     | 0     | 2             | 0             | 49    | 4     |
| Deportivo Cali · Colombia     | 1.ª                 | 2022                | 13    | 1     | 2     | 0     | 5             | 3             | 20    | 4     |
| Deportivo Cali · Colombia     | Total               | Total               | 74    | 10    | 8     | 5     | 10            | 4             | 92    | 14    |
| Ceará SC                      | 1.ª                 | 2022                | 13    | 0     | 0     | 0     | 0             | 0             | 13    | 0     |
| Ceará SC                      | Total               | Total               | 13    | 0     | 0     | 0     | 0             | 0             | 13    | 0     |
| Total en su carrera           | Total en su carrera | Total en su carrera | 275   | 45    | 35    | 4     | 12            | 4             | 312   | 53    |

## Palmarés

### Campeonatos nacionales
| Título             | Club                   | País     | Temporada |
| ------------------ | ---------------------- | -------- | --------- |
| Copa Colombia      | Junior de Barranquilla | Colombia | 2015      |
| Primera B Clausura | Cúcuta Deportivo       | Colombia | 2018      |
| Torneo Clausura    | Deportivo Cali         | Colombia | 2021      |